# Versailles (quận)
Quận Versailles là một quận của Pháp, nằm ở tỉnh Yvelines, ở vùng Île-de-France. Quận này có 10 tổng và 19 xã.

## Đơn vị hành chính

### Tổng
Các tổng của quận Versailles là: 
1. Le Chesnay
2. Montigny-le-Bretonneux
3. Plaisir
4. Saint-Cyr-l'École
5. Trappes
6. Vélizy-Villacoublay
7. Versailles-Nord
8. Versailles-Nord-Ouest
9. Versailles-Sud
10. Viroflay

### Xã
Các xã của quận Versailles, và mã INSEE là: 
| 1. Bois-d'Arcy (78073)        | 2. Buc (78117)                     | 3. Châteaufort (78143)          | 4. Fontenay-le-Fleury (78242)   |
| 5. Guyancourt (78297)         | 6. Jouy-en-Josas (78322)           | 7. Le Chesnay (78158)           | 8. Les Clayes-sous-Bois (78165) |
| 9. Les Loges-en-Josas (78343) | 10. Montigny-le-Bretonneux (78423) | 11. Plaisir (78490)             | 12. Rocquencourt (78524)        |
| 13. Saint-Cyr-l'École (78545) | 14. Thiverval-Grignon (78615)      | 15. Toussus-le-Noble (78620)    | 16. Trappes (78621)             |
| 17. Versailles (78646)        | 18. Viroflay (78686)               | 19. Vélizy-Villacoublay (78640) |                                 |